# Чегемские водопады
Чегемские водопады — памятник природы, группа водопадов на реках Адайсу, Сакал-Туп и Каяарты, впадающих в реку Чегем, в Чегемском районе Кабардино-Балкарии, Российская Федерация. Ближайшие населённые пункты — Нижний Чегем и Хушто-Сырт. Расстояние до центра района города Чегем — 44 км, до столицы республики города Нальчика — 55 км.

## Описание
Группу Чегемских водопадов образуют 3 водопада. Если двигаться по Чегемскому ущелью на юг, то первым, в 2 км к югу от села Нижний Чегем, будет Малый Чегемский водопад, или Адай-Су (Девичья коса). Он находится на притоке Чегема — одноимённой речке, которая впадает в Чегем справа. Водопад находится примерно в 200 м от дороги и внешне напоминает огромный каменный жёлоб, созданный природой — по нему низвергаются воды речки Адайсу. Этот водопад считается самым мощным из всей группы, а его высота — около 30 м.
Далее, южнее села Хушто-Сырт, начинается Чегемская теснина (Су-Аузу — «вода из горла») — ширина ущелья в самом узком месте уменьшается до 25 метров. В пределах этой теснины и находятся Большие Чегемские водопады. Первым путнику открывается водопад на речке Сакал-Туп — правом притоке реки Чегем. Подобно первому водопаду, он похож на гигантский жёлоб с водой, только другой формы и водность его значительно ниже, чем у Адай-Су.
Наконец, ещё примерно в полукилометре южнее, открывается Главный Чегемский водопад на речке Каяарты, ещё одном правом притоке реки Чегем. Он считается самым необычным из группы Чегемских водопадов, так как представляет собой фактически целую группу водопадов. Часть воды падает в Чегем в виде небольших каскадов с высоты 50-60 м, другая сочится из расщелин скал в верхней части стены. Падая с уступов, вода разбивается и превращается в водяную пыль, которая, отражаясь в лучах солнца, создает сверкающую радужную картину.
Чегемские водопады считаются одной из природных туристических достопримечательностей Кабардино-Балкарии. Сюда часто возят на экскурсии туристов из городов региона Кавказских Минеральных Вод и других регионов Северного Кавказа. Туристическая инфраструктура на месте водопадов представлена небольшой гостиницей и кафе.

## Иллюстрации
- Малый водопад
- Водопад на Сакал-Туп
- Чегемская теснина
- «Плачущие» скалы
- Чегемские водопады и река Чегем
- Боковой вид Чегемских водопадов
- Чегемский водопад и река Чегем
- Чегемская "теснина" - самое узкое место Чегемского ущелья